# Jacques Labertonnière
Jacques Labertonnière, né le 12 janvier 1927 à Blois et mort le 8 février 2019 à Vierzon, est un coureur cycliste français, professionnel de 1951 à 1955.

## Biographie
En 1953, il termine deuxième d'une étape de Paris-Nice. La même année, il participe au Tour de France avec l'équipe régionale du Sud-Est, où il se classe cinquième d'une étape. 

## Palmarès

### Par année
- 1953
  - Champion d'Auvergne de cyclo-cross
  - Circuit du Nivernais
- 1955
  - Champion d'Auvergne de cyclo-cross

### Résultats sur les grands tours

#### Tour de France
1 participation
- 1953 : abandon (14e étape)